# Trashigang (ort)
Trashigang är en distriktshuvudort i Bhutan.   Den ligger i distriktet Trashigang, i den östra delen av landet, 190 kilometer öster om huvudstaden Thimphu. Trashigang ligger 1 174 meter över havet och antalet invånare är 872.
Terrängen runt Trashigang är mycket bergig. Runt Trashigang är det ganska tätbefolkat, med 70 invånare per kvadratkilometer.. Närmaste större samhälle är Shali, 16,7 kilometer norr om Trashigang.
I omgivningarna runt Trashigang växer i huvudsak blandskog.